# Fallskärmsjägarskolan
Fallskärmsjägarskolan (FJS) var en skola inom svenska armén som verkade i olika former åren 1952–2008. Förbandsledningen var förlagd i Karlsborgs garnison i Karlsborg.

## Historik
Den första militära falmskärmshopparutbildningen i Sverige organiserades i mars-april 1945 under andra världskrigets slutskede på Norrbottens flygbaskår i Kallax (F21) av norska motståndsrörelsen i samarbete med utnyttjande av C-47 Skytrain-flygplan ur amerikanska flygvapnet, vilka var stationerade i Sverige för Operation Balchen.
Den 1 mars 1951 inleddes en försökskurs med befäl och den 14 februari 1952 följdes den upp med en försökskurs på värnpliktiga. Initiativtagare till utbildningen var den dåvarande artillerikaptenen Nils-Ivar Carlborg. Efter försökskurserna antogs utbildningen från den 1 juli 1953 till arméns ordinarie utbildningsverksamhet. Den 1 november 1954 bildades Arméns fallskärmsjägarskola (FJS). Kåren var till en början administrativt och förvaltningsmässigt underställt chefen för Karlsborgs luftvärnsregemente (Lv 1). När Karlsborgs luftvärnsregemente upplöstes och avvecklades 1961, kom underställdes Fallskärmsjägarskolan chefen Göta signalregemente (S 2).
I samband med försvarsbeslutet 1982 kom Livregementets husarer (K 3) att omlokaliseras från Skövde garnison till Karlsborgs garnison. Denna förändring medförde att både Fallskärmsjägarskolan och Göta signalregemente underställdes chefen för Livregementets husarer. S 2 inordnades i K 3 som en signalbataljon och FJS som ett skolförband. Den 1 juli 1994 blev den formella beteckningen Fallskärmsjägarkåren, men förkortningen FJS levde kvar. Enligt ÖB:s beslut (FFS 2004:5) kom Fallskärmsjägarskolan från den 1 januari 2005 att utgöra en självständig enhet inom Livregementets husarer. Därefter ändrades namnet återigen till Fallskärmsjägarskolan. Samtidigt blev Fallskärmsjägarskolan en del av Försvarsmaktens specialförband, därmed så löd Fallskärmsjägarskolan under Högkvarteret vad avsåg insats- och verksamhetsledning.
År 2007 delades skolan så att insatsdelen blev kvar i specialförbandssystemet, samtidigt som utbildningskompaniet och fallskärmsavdelningen underställdes K 3. Fallskärmsjägarskolan lades ned 2009 och omorganiserades till 323. fallskärmsjägarskvadron vid 32. Underrättelsebataljonen.

## Verksamhet
Fallskärmsjägarskolans initiala uppgift var att utbilda fallskärmsjägare som skulle uppträda i små enheter upp till plutons storlek, och ibland kompani, för att störa fienden på djupet. Fallskärmsjägarna skulle genom flyg transporteras för att på låg höjd med fallskärm komma så långt som möjligt in bakom fiendens linjer. Detta mål nåddes endast med specialutbildad trupp och kraven var och är speciella. Under perioderna 1951–1954, 1959–1967, 1969–1971 och 1986–2000 genomförde skolan sin vinterutbildning i Kiruna, tillsammans med Arméns jägarskola, och från 1975, med Lapplands jägarregemente.

## Förläggningar och övningsplatser
När Fallskärmsjägarskolan bildades samlokaliserades skolan med Karlsborgs luftvärnsregemente. År 1952 flyttade skolan ut till baracklägret ("Gamla lägret") vid Vätterstranden i Karlsborg. Baracklägret var tidigare förläggning till  Andra intendenturkompaniet (Int 2), men som upplöstes och avvecklades 1950. Lägret kom senare att benämnas som "Fallskärmsjägarlägret", där skolan blev kvar fram till 1978, då förläggningen flyttades till slutvärnet i Karlsborgs fästning.

## Heraldik och traditioner
Från 2009 för 323. fallskärmsjägarkompaniet Fallskärmsjägarskolans traditioner vidare. Internt används skolans heraldiska vapen av kompaniet.

### Utmärkelsetecken
År 2007 instiftades Fallskärmsjägarskolans förtjänstmedalj i guld och i silver (FJSGM/SM).

### Vänförband
- Jægerkorpset, Danmark.[3]
- Fallskärmsjägarskolan ingående i Uttis jägarregemente, Finland.[3]
- Hærens Jegerskole, Norge.[3]

## Förbandschefer
- 1952–1953: Nils-Ivar Carlborg
- 1953–1954: Nils Engelheart
- 1954–1957: Torsten Nordin
- 1957–1959: Carl-Olof Wrang
- 1959–1961: Lars-Erik Sjöström
- 1961–1962: Magnus Eriksson
- 1962–1966: Rolf Lundkvist
- 1966–1971: Magnus Eriksson
- 1971–1982: Torbjörn Elming
- 1982–1987: Åke Thörnesjö
- 1987–1989: Anders Kihl
- 1989–1990: Rolf Käck
- 1990–1992: Svante Andersson
- 1992–1995: Gerhard Lilliestierna
- 1995–1998: Lars G Ericsson
- 1998–2000: Björn Olsson
- 2000–2007: Bo Sköld
- 2007–2009: Thomas Hagman

## Namn, beteckning och förläggningsort
| Arméns fallskärmsjägarskola | 1952-02-14 | – | 1994-06-30 |
| Fallskärmsjägarkåren        | 1994-07-01 | – | 2000-06-30 |
| Fallskärmsjägarskolan       | 2000-07-01 | – | 2008-12-31 |

| FJS | 1952-02-14 | – | 2008-12-31 |

| Karlsborgs garnison/Lv 1 (F)              | 1951-03-01 | – | 1952-02-13 |
| Karlsborgs garnison/Int 2 barackläger (F) | 1952-02-14 | – | 1978-05-30 |
| Karlsborgs garnison/Slutvärnet (F)        | 1978-06-01 | – | 2008-12-31 |

## Galleri

Arméns fallskärmsjägarskolas vapen
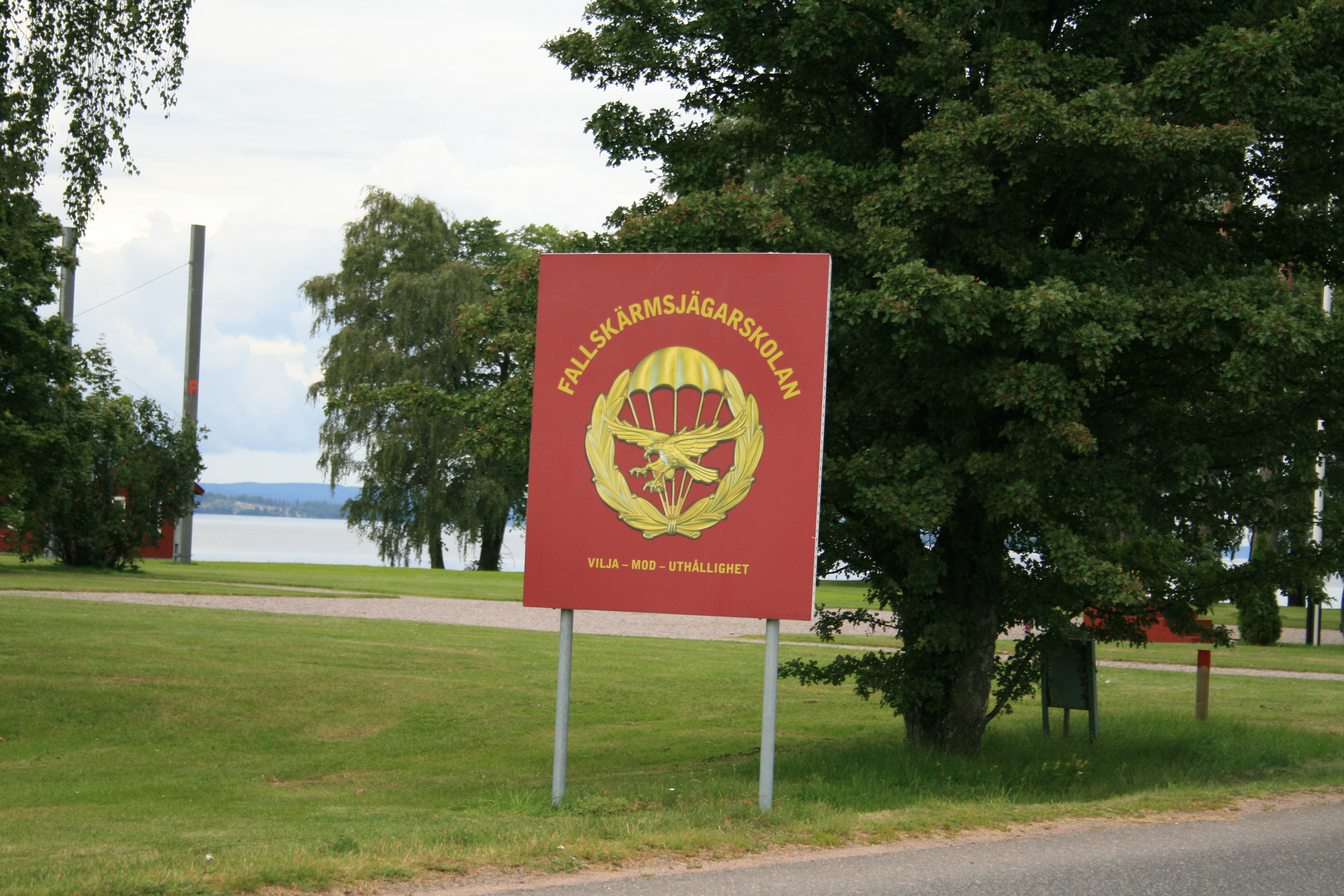
Gamla lägret
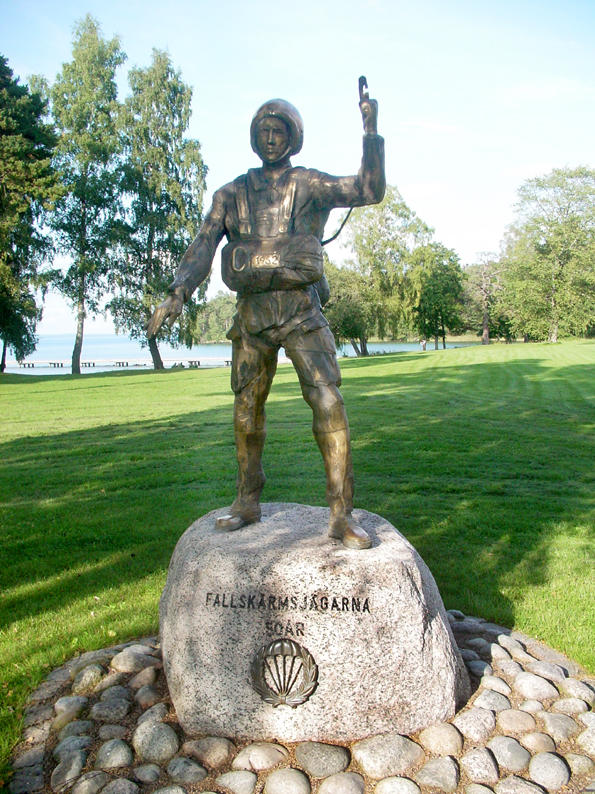
Staty i Gamla lägret
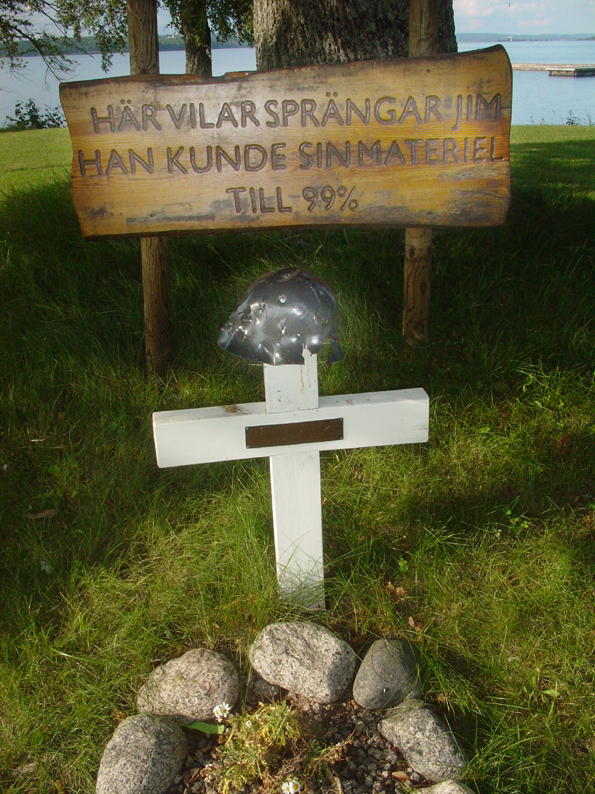
Sprängar-Jims grav i Gamla lägret
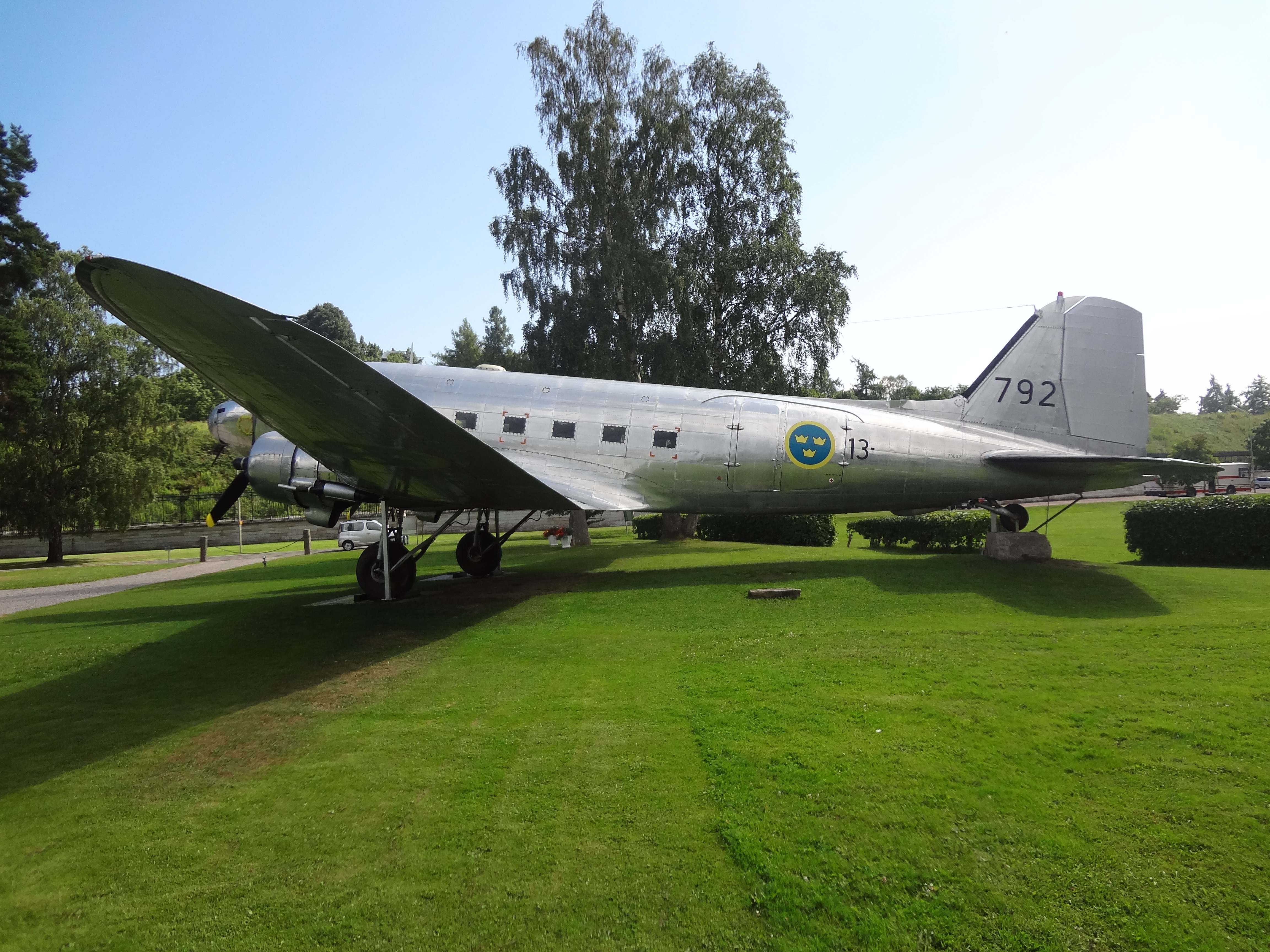
DC-3 792 (79002) Munin uppställd utanför fallskärmsjägarskolan